# Sproge socken
Sproge socken ingick i Gotlands södra härad, ingår sedan 1971 i Gotlands kommun och motsvarar från 2016 Sproge distrikt.
Socknens areal är 24,21 kvadratkilometer, varav 24,20 land. År 2020 fanns här 133 invånare. Sockenkyrkan Sproge kyrka ligger i socknen. 

## Administrativ historik
Sproge socken har medeltida ursprung. Socknen tillhörde Hablinge ting som i sin tur ingick i Hoburgs setting i Sudertredingen.
Vid kommunreformen 1862 övergick socknens ansvar för de kyrkliga frågorna till Sproge församling och för de borgerliga frågorna bildades Sproge landskommun. Landskommunen inkorporerades 1952 i Klintehamns landskommun och ingår sedan 1971 i Gotlands kommun.
1 januari 2016 inrättades distriktet Sproge, med samma omfattning som församlingen hade 1999/2000.  
Socknen har tillhört samma fögderier och domsagor som Gotlands södra härad. De indelta båtsmännen tillhörde Gotlands andra båtsmanskompani.

## Geografi
Sproge socken ligger vid Gotlands sydvästra kust med den tidigare våtmarken Mästermyr i öster. Socknen är en öppen odlingsbygd med viss skog. Dess yta avgränsas i väster av Östersjön och i söder av Snoderån.

### Gårdsnamn
Allmännings, Alvegårds, Annexen, Bosarve, Botrajvs, Butvier, Gandarve, Hägsarve, Kruse, Lindarve, Matsarve, Mårtens, Norrgårde Lilla, Norrgårde Stora, Skogs, Snoder, Stymnes, Tjängdarve, Urgude, Vattskog.

## Fornlämningar
Från bronsåldern finns gravrösen och skeppssättningar. Från järnåldern finns tio gravfält, stensättningar och sliprännestenar. Fyra runristningar är kända. Det största gravröset i socknen kallas "storroir" och ligger i sydväst längs vägen mot Klase fiskeläge.

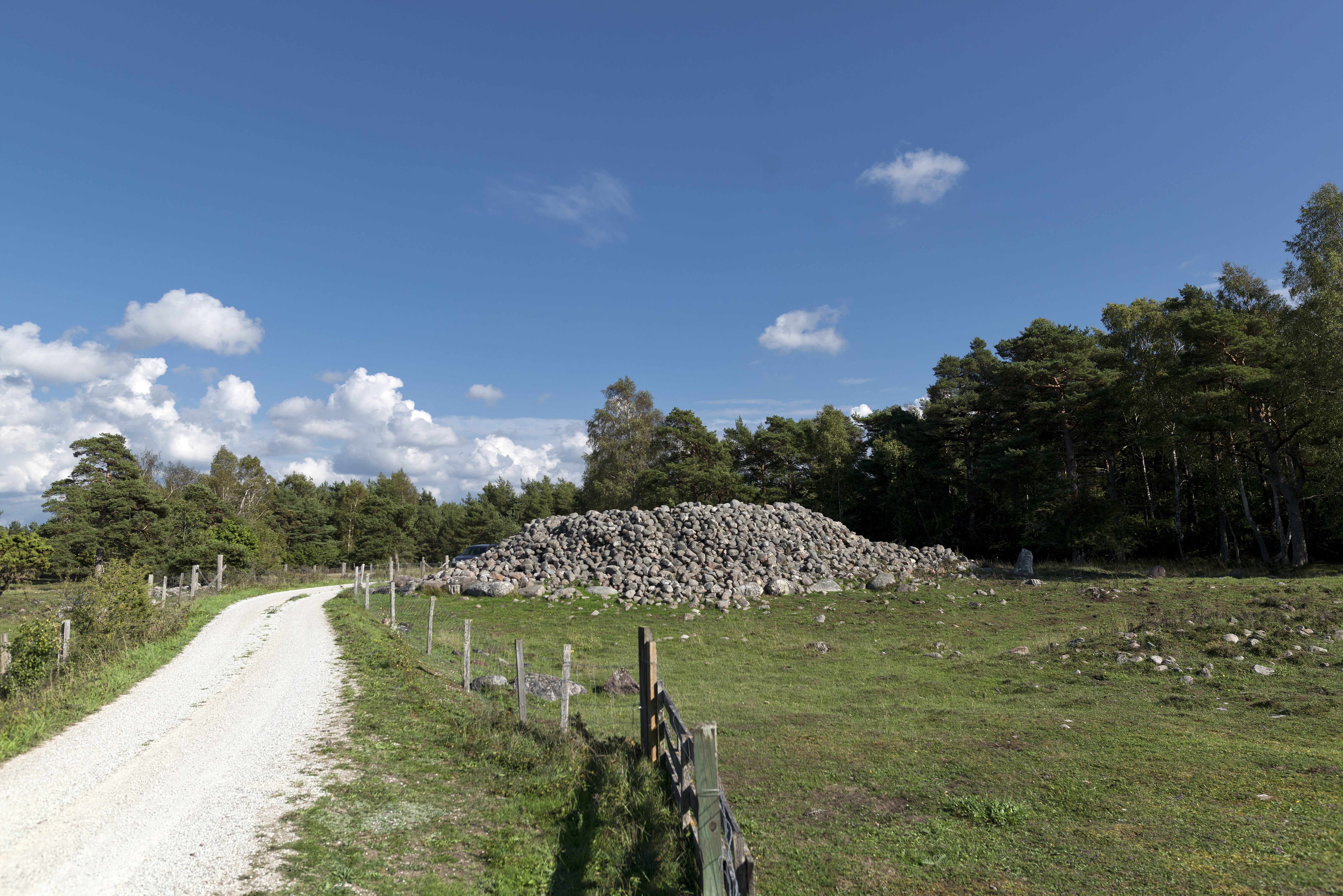
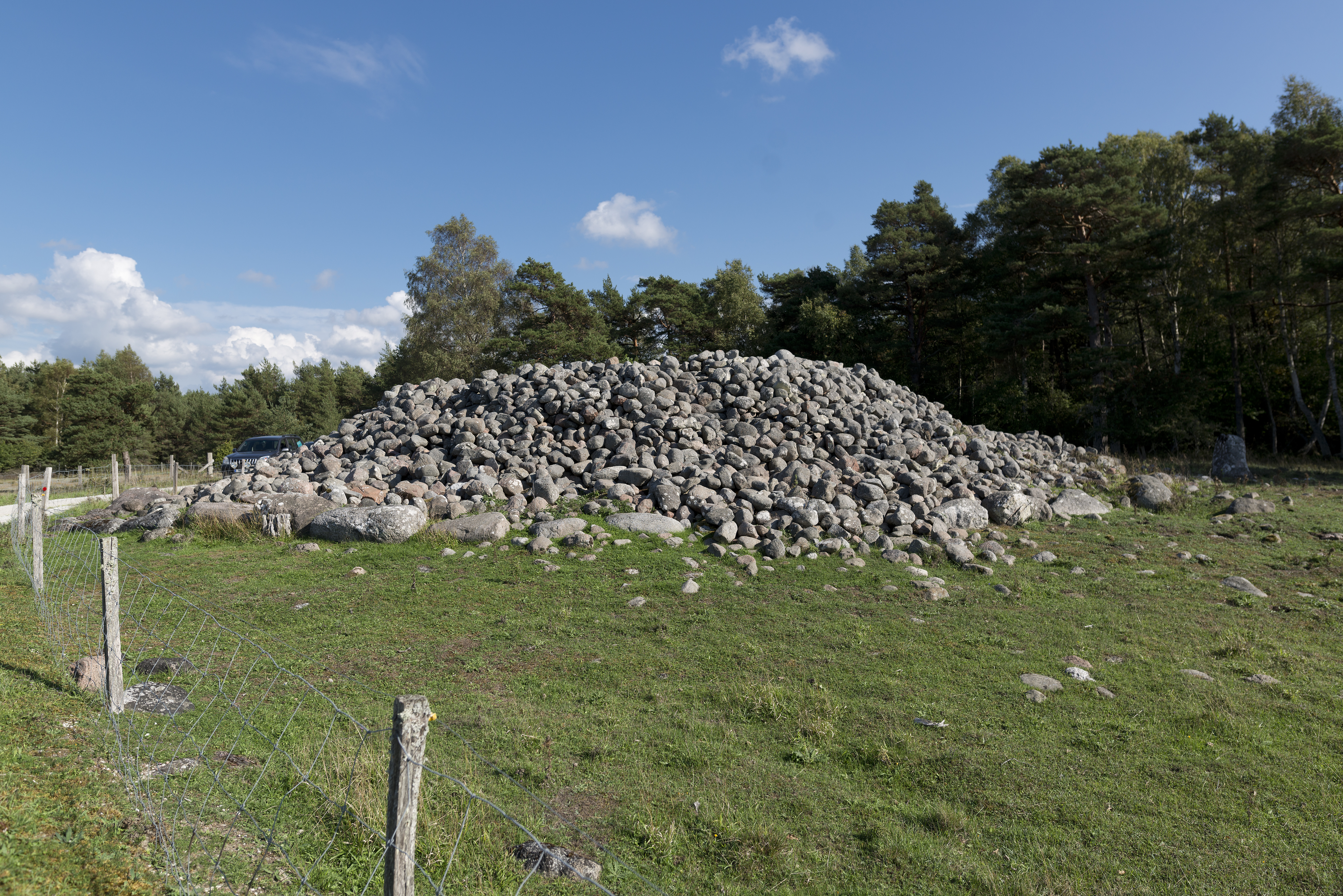
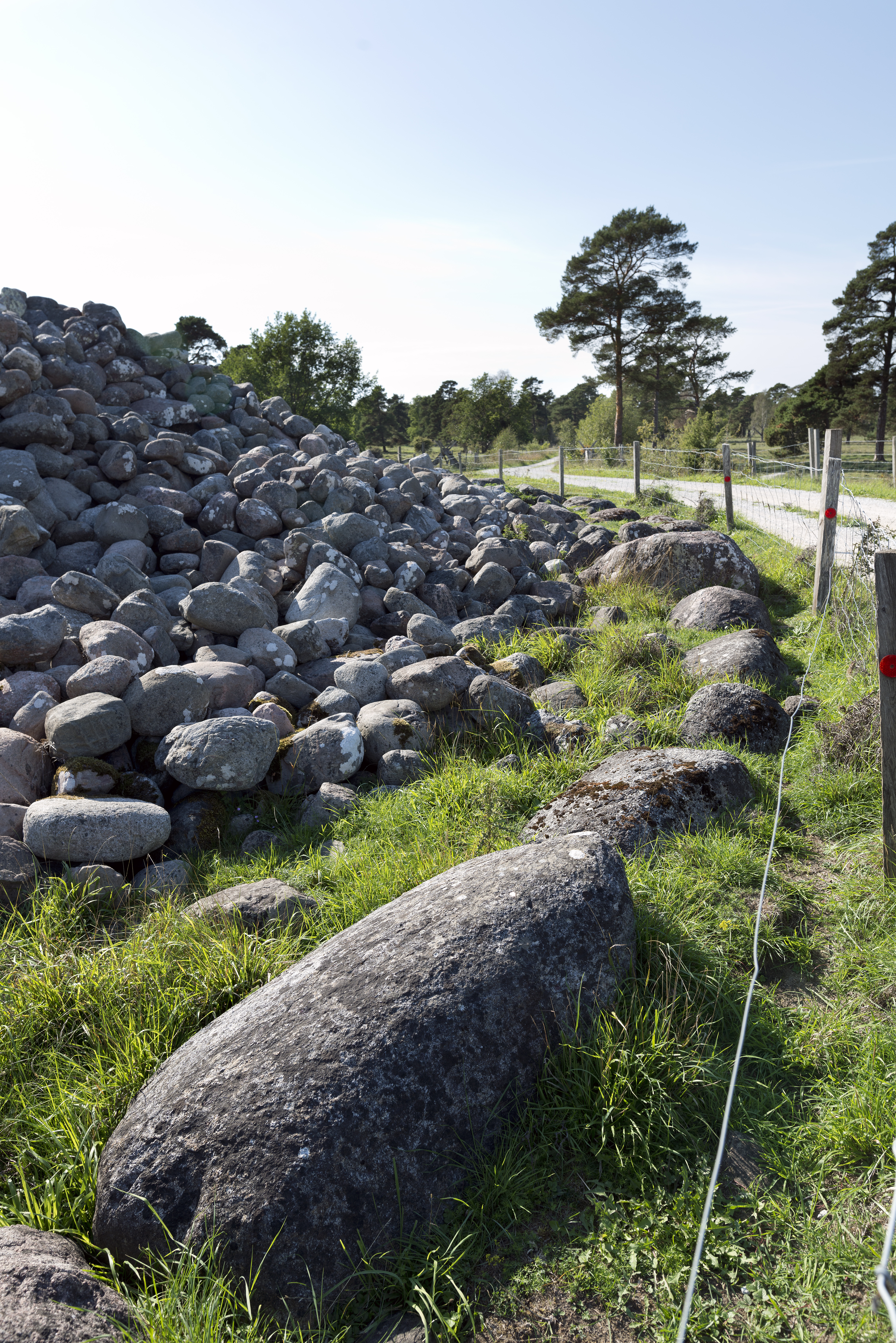
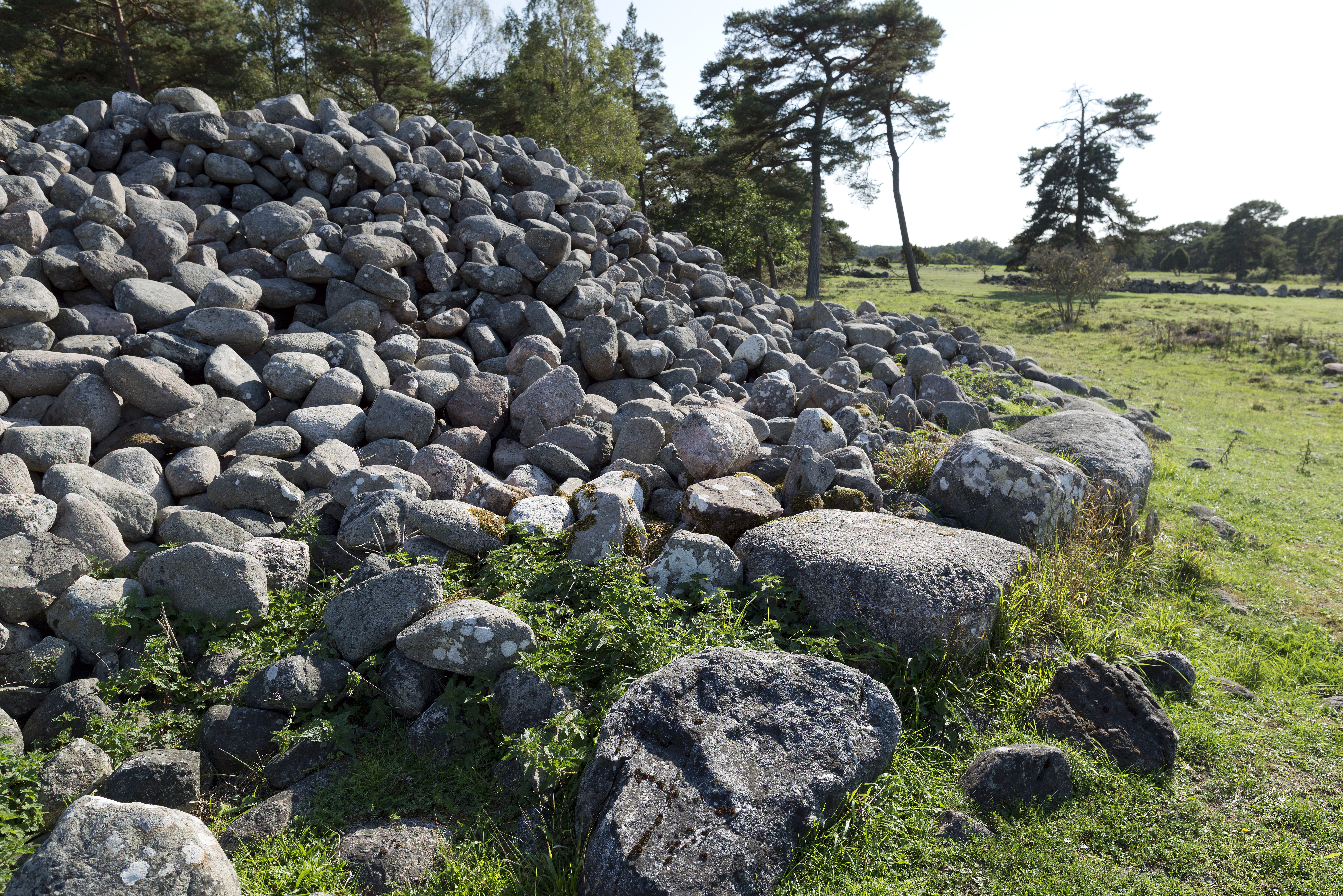
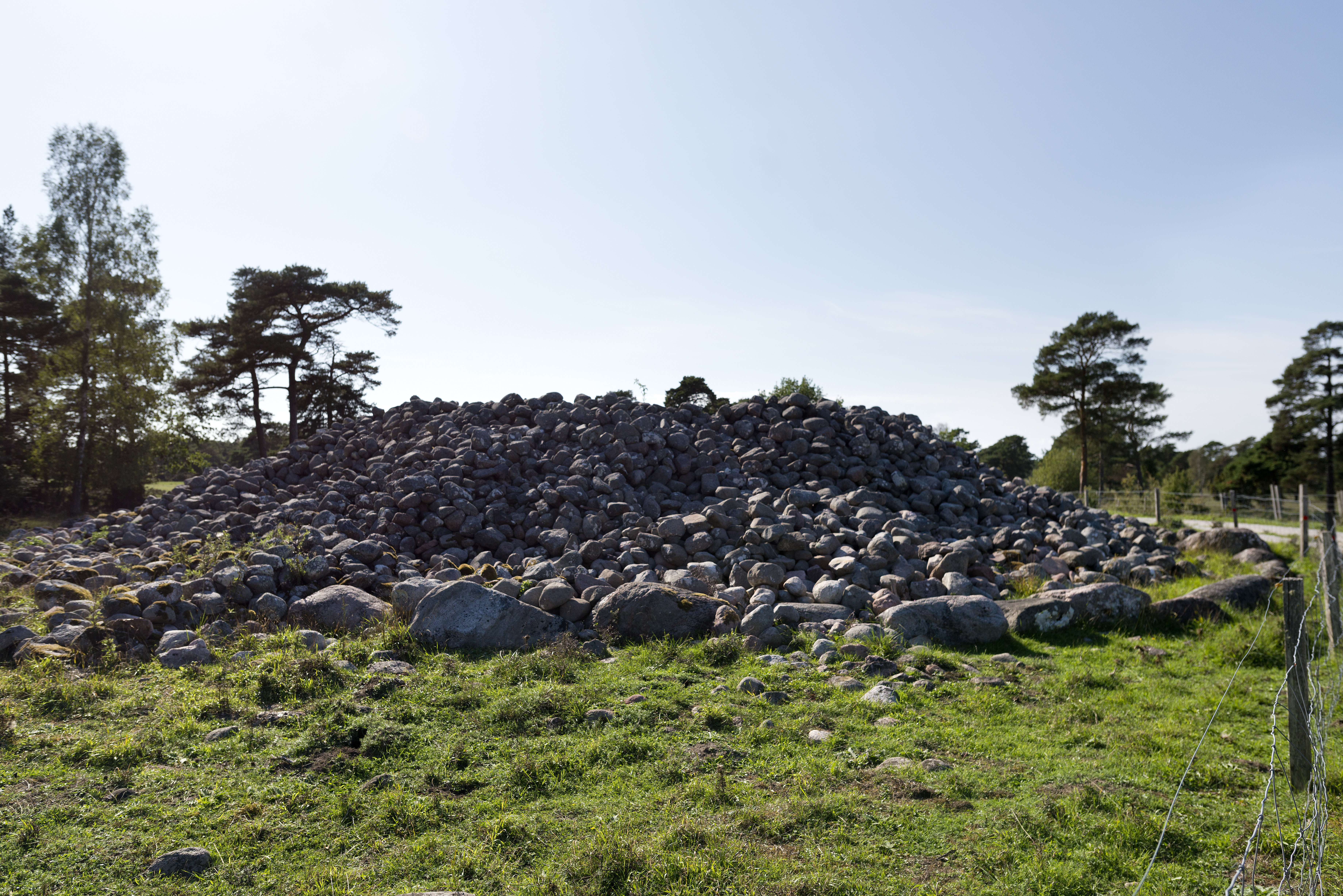
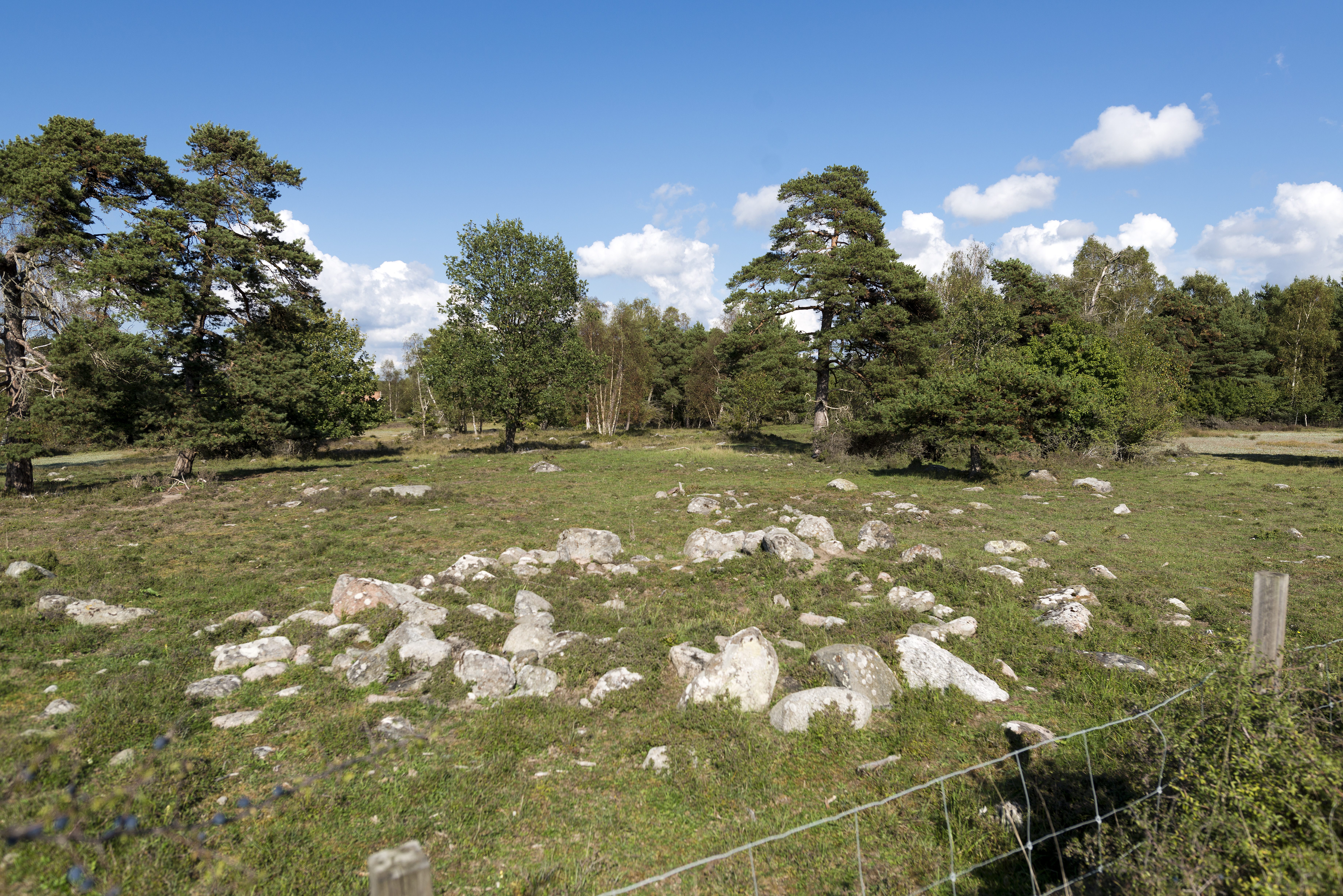

## Namnet
Namnet (1300-talet Spragum) är otolkat.

## Befolkningsutveckling
| Befolkningsutvecklingen i Sproge socken 1750–2020 | Befolkningsutvecklingen i Sproge socken 1750–2020 | Befolkningsutvecklingen i Sproge socken 1750–2020 | Befolkningsutvecklingen i Sproge socken 1750–2020 | Befolkningsutvecklingen i Sproge socken 1750–2020 |
| --- | ------------------------------------------------- | ------------------------------------------------- | ------------------------------------------------- | ------------------------------------------------- |
| |                                                   |                                                   |                                                   |                                                   |
| År |                                                   |                                                   | Folkmängd                                         |                                                   |
| 1750 | 1750                                              |                                                   | 219                                               |                                                   |
| 1760 | 1760                                              |                                                   | 245                                               |                                                   |
| 1769 | 1769                                              |                                                   | 260                                               |                                                   |
| 1780 | 1780                                              |                                                   | 259                                               |                                                   |
| 1790 | 1790                                              |                                                   | 249                                               |                                                   |
| 1810 | 1810                                              |                                                   | 296                                               |                                                   |
| 1820 | 1820                                              |                                                   | 281                                               |                                                   |
| 1830 | 1830                                              |                                                   | 318                                               |                                                   |
| 1840 | 1840                                              |                                                   | 336                                               |                                                   |
| 1850 | 1850                                              |                                                   | 345                                               |                                                   |
| 1860 | 1860                                              |                                                   | 359                                               |                                                   |
| 1870 | 1870                                              |                                                   | 408                                               |                                                   |
| 1880 | 1880                                              |                                                   | 369                                               |                                                   |
| 1890 | 1890                                              |                                                   | 366                                               |                                                   |
| 1900 | 1900                                              |                                                   | 314                                               |                                                   |
| 1910 | 1910                                              |                                                   | 293                                               |                                                   |
| 1920 | 1920                                              |                                                   | 298                                               |                                                   |
| 1930 | 1930                                              |                                                   | 280                                               |                                                   |
| 1940 | 1940                                              |                                                   | 275                                               |                                                   |
| 1950 | 1950                                              |                                                   | 247                                               |                                                   |
| 1960 | 1960                                              |                                                   | 207                                               |                                                   |
| 1970 | 1970                                              |                                                   | 197                                               |                                                   |
| 1980 | 1980                                              |                                                   | 160                                               |                                                   |
| 1990 | 1990                                              |                                                   | 141                                               |                                                   |
| 2000 | 2000                                              |                                                   | 141                                               |                                                   |
| 2010 | 2010                                              |                                                   | 136                                               |                                                   |
| 2020 | 2020                                              |                                                   | 133                                               |                                                   |
| Anm: Källor: Umeå universitet - Tabellverket 1749-1859, Demografiska databasen, CEDAR, Umeå universitet, Befolkningsutvecklingen i Gotlands socknar 2000 - 2010, Befolkning per församling, Folkmängden per distrikt, landskap, landsdel eller riket efter kön. År 2015 - 2022. |                                                   |                                                   |                                                   |                                                   |

### Fotnoter
1. 1 2  Svensk Uppslagsbok andra upplagan 1947–1955: Sproge socken
2. ↑  ”Folkmängden per distrikt, landskap, landsdel eller riket efter kön. År 2015 - 2022”. Statistikdatabasen. Statistiska centralbyrån. http://www.statistikdatabasen.scb.se/pxweb/sv/ssd/START__BE__BE0101__BE0101A/FolkmangdDistrikt/. Läst 23 april 2023.
3. ↑  Harlén, Hans; Harlén Eivy (2003). Sverige från A till Ö: geografisk-historisk uppslagsbok. Stockholm: Kommentus. Libris 9337075. ISBN 91-7345-139-8
4. ↑  Administrativ historik för Sproge socken (Klicka på församlingsposten). Källa: Nationella arkivdatabasen, Riksarkivet.
5. ↑  Om Gotlands båtsmanskompani
6. 1 2  Sjögren, Otto (1931). Sverige geografisk beskrivning del 2 Östergötlands, Jönköpings, Kronobergs, Kalmar och Gotlands län. Stockholm: Wahlström & Widstrand. Libris 9939
7. 1 2 3  Nationalencyklopedin
8. ↑  Förteckning över slipskåror
9. ↑  Fornlämningar, Statens historiska museum: Sproge socken
10. ↑  Fornminnesregistret, Riksantikvarieämbetet: Sproge socken Fornminnen i socknen erhålls på kartan genom att skriva in sockennamn (utan "socken") i "Ange geografiskt område"
11. ↑  Mats Wahlberg, red (2003). Svenskt ortnamnslexikon. Uppsala: Institutet för språk och folkminnen. Libris 8998039. ISBN 91-7229-020-X. https://isof.diva-portal.org/smash/get/diva2:1175717/FULLTEXT02.pdf